# Channomuraena bauchotae
Channomuraena bauchotae är en fiskart som beskrevs av Saldanha och Quéro, 1994. Channomuraena bauchotae ingår i släktet Channomuraena och familjen Muraenidae. Inga underarter finns listade i Catalogue of Life.